# اولگ فیرسوف
 اولگ فیرسوف (روسی: Олег Борисович Фирсов؛ زاده ۱۳ ژوئن ۱۹۱۵ درگذشته ۲ آوریل ۱۹۹۸) یک فیزیک‌دان اهل روسیه بود.